# 2 de marzo
El 2 de marzo es el 61.ᵉʳ (sexagésimo primer) día del año en el calendario gregoriano y el 62.º en los años bisiestos. Quedan 304 días para finalizar el año.

## Acontecimientos
- 986: en la actual Francia, Luis V se convierte en rey de los francos.
- 1332: en la actual España, Álava es incorporada a Castilla.
- 1498: en África, Vasco da Gama llega a Mozambique.
- 1561: en las postrimerías de la cordillera de los Andes (Argentina), Pedro del Castillo funda la aldea Mendoza del Nuevo Valle de La Rioja (actual ciudad de Mendoza).
- 1616: en la actual Colombia, Francisco de Herrera Campuzano funda la aldea de San Lorenzo de Aburrá, que años más tarde se convertirá en la ciudad de Medellín.
- 1657: en la actual ciudad de Tokio (Japón) sucede el Gran incendio de Meireki.
- 1807: en los Estados Unidos, el Congreso aprueba un acta que «prohíbe la importación de esclavos por cualquier puerto o lugar dentro de la jurisdicción de los Estados Unidos».
- 1811: en Venezuela se constituye el Primer Congreso, un año después del movimiento revolucionario de 1810.
- 1811: en aguas del río Paraná, frente a la aldea de San Nicolás de los Arroyos, a 230 km al norte de Buenos Aires, una flota española vence a la argentina ―liderada por el abogado Manuel Belgrano y el capitán Juan Bautista Azopardo― en el combate de San Nicolás.
- 1815: se inicia en Francia el período conocido como Imperio de los Cien Días, en que Napoleón, liberado de la isla de Elba, retoma el poder.
- 1821: en Alicante (España), más de mil obreros en paro armados atacan las fábricas textiles de Alcoy y destruyen sus máquinas.
- 1821: en México, el ejército realista comandado por Agustín de Iturbide, jura el Plan de Iguala.
- 1822: en Uruguay, la capitulación del caudillo Fructuoso Rivera acaba de consolidar la dominación portuguesa sobre el territorio uruguayo. Ya el 31 de julio de 1821 un congreso reunido por el general portugués Lecor había votado la incorporación de la «Banda Oriental» a Portugal (con el nombre de Reino Cisplatino).
- 1824: Se crea el Estado Libre y Soberano de México, conocido simplemente como Estado de México.
- 1836: el estado de Texas declara su independencia de México.
- 1855: en Rusia, Alejandro II se convierte en zar.
- 1861: Estados Unidos crea Nevada y Dakota.
- 1865: en París (Francia) se establece el sistema de comunicación telegráfica y sus tarifas.
- 1867: Estados Unidos aprueba la Ley de Reconstrucción para que voten los negros libres y el sur quede controlado por un régimen militar.
- 1884: en la ciudad de La Plata (Argentina) se funda el diario El Día.
- 1891: España celebra las primeras elecciones por sufragio de varones (En1931 tendrán sufragio universal).
- 1903: en Barcelona se estrena La barraca, de Vicente Blasco Ibáñez.
- 1906: en La Coruña (España) se funda el Real Club Deportivo de La Coruña.
- 1906: el rey Alfonso XIII de España inaugura las obras del canal de Aragón y Cataluña.
- 1907: en Bélgica, la Cámara se pronuncia por la «anexión» del Congo.
- 1907: en Budapest se estrena la ópera Monna Vanna, de Emil Ábrányi.
- 1908: en Londres se desarrolla una conferencia internacional sobre la reducción de armamentos.
- 1908: en París, Gabriel Lippmann presenta ante la Academia de Ciencias su nuevo procedimiento de fotografía en relieve.
- 1909: el embajador ruso y los representantes de Gran Bretaña, Francia, Italia y Alemania aconsejan a Serbia renunciar a sus reivindicaciones territoriales.
- 1911: en Washington (Estados Unidos), el Senado aprueba un crédito para afrontar los gastos de fortificación del Canal de Panamá.
- 1912: en España se declara obligatoria la lectura de El Quijote en las escuelas públicas.
- 1913: en Madrid, muchos católicos realizan un mitin de protesta contra el proyecto del Gobierno de declarar no obligatoria en las escuelas la enseñanza de la religión católica.
- 1915: en Uruguay, Feliciano Viera es elegido presidente.
- 1916: en Nueva York, el poeta español Juan Ramón Jiménez se casa con Zenobia Camprubí Aymar.
- 1917: en Washington, el Congreso reforma el Acta Orgánica (ley Jones) para que la invadida isla de Puerto Rico pueda ser territorio de la Unión.
- 1917: se proclama la ley española llamada de Protección a las Industrias, por la que se crea el Banco de Crédito Industrial.
- 1917: en Rusia, en el marco del inicio de la Revolución de Octubre, el zar Nicolás II abandona su reinado después de más de veinte años.
- 1919: en Moscú (Unión Soviética) se inaugura el primer Congreso de la Internacional Comunista.
- 1923: en Viena se estrena la opereta Madame de Pompadour, del compositor Leo Fall.
- 1925: introducción de la nueva moneda austriaca, el shilling (chelín).
- 1925: en San Blas (Panamá) los aborígenes se sublevan y destituyen a las autoridades en 6 ciudades.
- 1925: en Barcelona (España), el compositor austriaco Richard Strauss empieza a dirigir la Banda Municipal de Barcelona.
- 1926: en Managua (Nicaragua), Gabry Rivas funda el diario La Prensa, que circula el mismo día con el titular Aspectos de la gira presidencial.
- 1928: en España, el rey Alfonso XIII destituye a Miguel de Unamuno de su cátedra en la Universidad de Salamanca.
- 1930: en su artículo «El vértigo del éxito», Stalin ordena poner freno a la colectivización de las tierras.
- 1930: en Francia, André Tardieu, jefe de la oposición (republicano de izquierdas), forma nuevo Gobierno.
- 1933: presentación del programa de Renovación Española, primer partido monárquico que se constituyó en la Segunda República.
- 1936: se inicia en Caspe la redacción de un anteproyecto de estatuto autonómico para Aragón.
- 1936: se estrena en Barcelona la película El gato montés, dirigida por Rosario Pi.
- 1937: el Consejo Fascista italiano insta a realizar un esfuerzo en el rearme del país.
- 1937: en Barcelona, la máxima ración de pan es de 250 g por persona.
- 1938: tercer proceso de Moscú, llamado «proceso al bloque de derechistas y trotskistas», contra 21 acusados, entre los que figuran eminentes veteranos del movimiento revolucionario como Bujarin y Rakovski.
- 1939: en la Ciudad del Vaticano, Pío XII es elegido papa.
- 1940: en España, el Régimen de Franco dicta la Ley sobre represión de la masonería y del comunismo.
- 1940: en Inglaterra se celebra la tradicional regata Oxford-Cambridge. Este último equipo se alza con la victoria.
- 1941: desde Rumania, tropas alemanas entran en Bulgaria.
- 1943: en España, el Régimen de Franco se promulga la Ley de Rebelión Militar, por la que todos los delitos políticos serán juzgados en Consejo de guerra.
- 1944: en la España de Franco se crea el Documento Nacional de Identidad.
- 1944: Gran Bretaña suspende el envío de bienes militares a Turquía.
- 1945: creación de la Liga Árabe.
- 1946: en Vietnam del Norte, Hồ Chí Minh es elegido presidente.
- 1949: En Fort Worth (Estados Unidos) despega un avión B-50 que realizará el primer vuelo sin escalas de un bombardero alrededor del mundo.
- 1950: se inaugura oficialmente el tren Talgo con una travesía desde Madrid a Valladolid.
- 1951: en Jaén se plantan 224 000 pinos en la primera etapa de la repoblación forestal de España.
- 1952: en Santander (España), el teatro María Lisarda queda totalmente destruido por un incendio.
- 1955: en Australia, grandes inundaciones causan 200 muertos y dejan a 44 000 personas sin hogar. En Nueva Gales del Sur, 300 000 ovejas perecen ahogadas.
- 1956: Marruecos se independiza de Francia.
- 1956: último viaje del tren que une Gerona y Palamós.
- 1957: Ghana y Costa de Oro se independizan del imperio británico.
- 1958: en los Estados Unidos, el científico alemán Wernher von Braun declara que, en el campo espacial, Estados Unidos lleva un retraso de varios años respecto a la Unión Soviética.
- 1959: en un estudio de grabación en Manhattan (Nueva York), el trompetista de jazz Miles Davis (1926-1991) graba Kind of blue con el pianista Bill Evans (1929-1980) y el saxofonista John Train Coltrane (1926-1967).
- 1959: en Bolivia se realizan violentas manifestaciones antiestadounidenses.
- 1959: en Cuba, quien fuera parte de la revolución en ese país, Fidel Castro, hace entrega de los títulos de propiedad sobre la tierra a 340 vegueros de Las Villas.
- 1960: primera emisión, de ensayo, desde España a través de Eurovisión.
- 1961: en Washington, el presidente John F. Kennedy anuncia el bloqueo comercial contra Cuba.
- 1961: en Ecuador, el presidente José M. Velazco denuncia que el presidente estadounidense John F. Kennedy condiciona un préstamo para su país a cambio de que rompa relaciones con Cuba.
- 1962: en los Estados Unidos, en un partido de la NBA, Wilt Chamberlain marca 100 puntos (máxima anotación en la historia).
- 1963: China anuncia la retirada de todas sus tropas de las discutidas zonas fronterizas con la India.
- 1963: en Sevilla (España) se derrumba el techo de un colegio. Mueren 29 niños sepultados.
- 1965: se inician en Barcelona, Bilbao, Madrid y otras ciudades españolas manifestaciones universitarias a favor de la libertad sindical y la supresión del SEU.
- 1966: en los Estados Unidos, el presidente Lyndon Johnson pide al FBI que redoble la vigilancia ante el alarmante crecimiento de la toxicomanía entre los jóvenes.
- 1969: sobre la ciudad de Toulouse (Francia), el avión supersónico Concorde realiza su primera prueba de vuelo.
- 1969: en Chile, los democristianos de Eduardo Frei Montalva, a pesar de vencer las elecciones parlamentarias, pierden la mayoría absoluta.
- 1970: Rodesia se declara como república, rompiendo sus últimos vínculos con el Imperio británico.
- 1971: Bangladés (Pakistán Oriental) se independiza de India.
- 1972: Estados Unidos lanza la sonda Pioneer 10 con un mensaje para la hipotética vida inteligente extraterrestre.
- 1973: en Sudán, un comando palestino ejecuta a tres diplomáticos árabes, secuestrados la víspera.
- 1983: aprobación del Estatuto de Autonomía de Castilla y León.
- 1983: en España, el Congreso de los Diputados ―de mayoría socialista― aprueba la expropiación de Rumasa decretada por el Gobierno.
- 1985: en Pakistán, el presidente Mohamed Zia Ulk Haq anuncia el restablecimiento de la Constitución, derogada tras un golpe de Estado.
- 1987: en los Estados Unidos, la empresa Chrysler Corporation compra American Motors.
- 1989: doce naciones de la Comunidad Europea acuerdan la prohibición de la producción de todos los clorofluorocarburos (CFC) antes de la finalización del siglo XX.
- 1990: el canciller alemán Helmut Kohl acepta que no se modifique la frontera alemana con Polonia.
- 1991: en Colombia entregan sus armas más de dos mil guerrilleros del Ejército Popular de Liberación.
- 1991: 450 albaneses huyen a Italia en un buque mercante. En las semanas siguientes, miles más siguen su ejemplo.
- 1992: Moldavia ingresa en la Organización de las Naciones Unidas.
- 1994: la reina de España recibe el premio Wiesenthal de Derechos Humanos por su compromiso continuo en favor de la tolerancia y de la lucha contra el antisemitismo y el racismo.
- 1995: se crea la compañía Yahoo.
- 1998: la sonda espacial Galileo envía información acerca de que Europa (luna de Júpiter) tiene un océano líquido bajo una gruesa capa de hielo.
- 1999: el Comité Olímpico de Estados Unidos recomienda a Juan Antonio Samaranch que se acaben los sobornos del Comité Olímpico Internacional.
- 2000: en Londres (Reino Unido), el exdictador chileno Augusto Pinochet es liberado después de 503 días de detención.
- 2001: el gobierno español aprueba por decreto-ley una reforma laboral que es rechazada por los partidos de oposición y las centrales sindicales.
- 2003: Jacques Chirac se convierte en el primer jefe de Estado francés que visita Argelia desde la independencia de ese país.
- 2003: en Italia, terroristas de la reconstituida banda Brigadas Rojas asesinan a un policía.
- 2003: en el rally de Turquía, Carlos Sainz logra la victoria parcial número 25 de su carrera en el mundial.
- 2003: el Alinghi suizo arrebata al Nueva Zelanda la prestigiosa Copa del América de vela.
- 2004: en México, el noticiero Monitor sale del aire de las frecuencias de Grupo Radio Centro, debido al fallo de la Corte Internacional de París a favor de Infored y del periodista José Gutiérrez Vivó, por incumplimiento de contrato de la radioemisora al periodista.
- 2004: el cohete Ariane 5 libera la sonda europea Rosetta para que inicie su viaje de 10 años hacia el cometa Churyumov-Gerasimenko.
- 2005: en Bagdad muere asesinado un miembro del tribunal encargado de juzgar a Sadam Huseín.
- 2005: en Saqqara (Egipto) un equipo de arqueólogos australianos descubre una momia del 600 a. C. en un sorprendente estado de conservación.
- 2006: En Monterrey (México), ocurre un doble asesinato, que más tarde fue nombrado por los medios como Caso Cumbres, perpetrado por Diego Santoy Riveroll. Las víctimas (ambas menores de edad) eran hermanos de su exnovia, a quien presuntamente intentó dañar a causa de romper su relación.
- 2006: Argelia, el Gobierno de Abdelaziz Buteflika anuncia la liberación de 2000 islamistas para promover la reconciliación nacional.
- 2006: un estudio realizado por la Oficina Nacional de Administración Oceánica y Atmosférica (NOAA) revela que cada año la Antártida pierde, aproximadamente, un volumen de 152 km³ (como un cubo de 5336 m de lado) de hielo desde 2002.
- 2006: en los alrededores de la bahía Prudhoe (Alaska), a unos 1000 km de Anchorage, un oleoducto derrama más de un millón de litros de petróleo en un área cubierta por la tundra.
- 2016: se estrena el videojuego Clash Royale.
- 2022: en marco de la invasión rusa a Ucrania, un francotirador ucraniano, desde 1500 metros de distancia, abatió al general ruso Andréi Sujovetski, militar de más alto rango en la incursión rusa.[1]
- 2022: el Ministerio de Sanidad anuncia que España supera los 100.000 muertos por COVID-19.
- 2023: en marco de la invasión rusa a Ucrania, un grupo de saboteadores ucranianos realizan un ataque armado contra dos pequeñas aldeas rusas en el óblast de Briansk, matando a dos civiles e hiriendo de gravedad a un niño de diez años.[2]

## Nacimientos
- 1316: Roberto II, rey escocés entre 1371 y 1390 (f. 1390).
- 1459: Adriano VI, papa de la Iglesia católica entre 1522 y 1523 (f. 1523).
- 1585: Juan Macías, religioso y santo dominico español, radicado en el Perú (f. 1645).
- 1707: Louis-Michel van Loo, pintor francés (f. 1771).
- 1760: Camille Desmoulins, político y revolucionario francés (f. 1794).
- 1769: DeWitt Clinton, político y naturista estadounidense (f. 1828).
- 1770: Louis Gabriel Suchet, mariscal francés (f. 1826).
- 1779: Joel Roberts Poinsett, físico, botánico y estadista estadounidense (f. 1851).
- 1780: Custodio García Rovira, fue un militar y patriota colombiano. (f. 1816)
- 1793: Sam Houston, político y militar estadounidense (f. 1863).
- 1800: Evgeny Baratynsky, poeta ruso (f. 1844).
- 1810: León XIII, papa italiano (f. 1903).
- 1817: János Arany, periodista húngaro (f. 1882).
- 1820: Multatuli, escritor neerlandés (f. 1887).
- 1823: Konstantín Ushinsky, pedagogo, profesor y escritor ruso (f. 1870).
- 1824: Bedrich Smetana, compositor checo (f. 1884).
- 1842: Enrique Gaspar y Rimbau, escritor español (f. 1902).
- 1843: María Clotilde de Saboya, princesa francesa (f. 1911).
- 1859: Sholem Aleijem, escritor ruso (f. 1916).
- 1860: Susanna M. Salter, política y activista estadounidense (f. 1961).
- 1865: Elise Richter, filóloga y catedrática austriaca (f. 1943).
- 1873: Inez Haynes Irwin, autora feminista estadounidense (f. 1970).
- 1876: Pío XII, papa italiano (f. 1958).
- 1883: Manuel Gamio, arqueólogo mexicano (f. 1960).
- 1885: Victor Houteff, líder adventista búlgaro (f. 1955).
- 1886: Vittorio Pozzo, entrenador de fútbol italiano (f. 1968).
- 1895: Emilio Azcárraga Vidaurreta, empresario mexicano (f. 1972).
- 1895: Eduardo Cansino, bailarín y actor español (f. 1968).
- 1897: Lola Cueto, artista plástica mexicana (f. 1978).
- 1900: Kurt Weill, compositor alemán (f. 1950).
- 1900: Matilde Muñoz Sampedro, actriz española (f. 1969).
- 1901: Grete Hermann, matemática y filósofa alemana (f. 1984).
- 1902: Moe Berg, beisbolista y espía estadounidense (f. 1972).
- 1902: Edward Condon, físico nuclear estadounidense (f. 1974).
- 1904: Dr. Seuss, escritor británico de cuentos infantiles (f. 1991).
- 1905: Marc Blitzstein, compositor estadounidense (f. 1964).
- 1908: Walter Bruch, ingeniero electrónico alemán (f. 1990).
- 1908: Quinche J. Félix, político y comerciante ecuatoriano (f. 1972).
- 1908: Fiódor Ojlópkov, militar soviético (f. 1968).
- 1909: Mel Ott, beisbolista estadounidense (f. 1985).
- 1913: Celedonio Romero, guitarrista español (f. 1996).
- 1913: Pepita Serrador, actriz de teatro argentina (f. 1964).
- 1914: Martin Ritt, cineasta estadounidense (f. 1990).
- 1915: Lona Andre, actriz estadounidense (f. 1992).
- 1917: Desi Arnaz, actor y músico cubano (f. 1986).
- 1917: David Goodis, escritor estadounidense.
- 1919: Jennifer Jones, actriz estadounidense (f. 2009).
- 1919: Tamara Toumanova, bailarina y actriz rusa (f. 1996).
- 1921: Jean-Bédel Bokassa, político y presidente centroafricano (f. 1996).
- 1921: Ernst Haas, artista y fotógrafo austríaco (f. 1986).
- 1921: Ginés Liébana, pintor y escritor español (f. 2022).
- 1921: Mariano Yela, psicólogo y filósofo español (f. 1994).
- 1922: Eddie Lockjaw Davis, saxofonista estadounidense de jazz (f. 1986).
- 1922: Frances Bilas Spence, programadora de ordenadores estadounidense (f. 2012).
- 1923: Basil Hume, arzobispo británico (f. 1999).
- 1926: Murray Rothbard, economista y filósofo estadounidense (f. 1995).
- 1927: Roger Walkowiak, ciclista francés (f. 2017).
- 1928: Raúl Renán, poeta mexicano (f. 2017).
- 1930: Ismail Shammout, pintor palestino (f. 2006).
- 1930: Fernando Quiñones, escritor y poeta español (f. 1998).

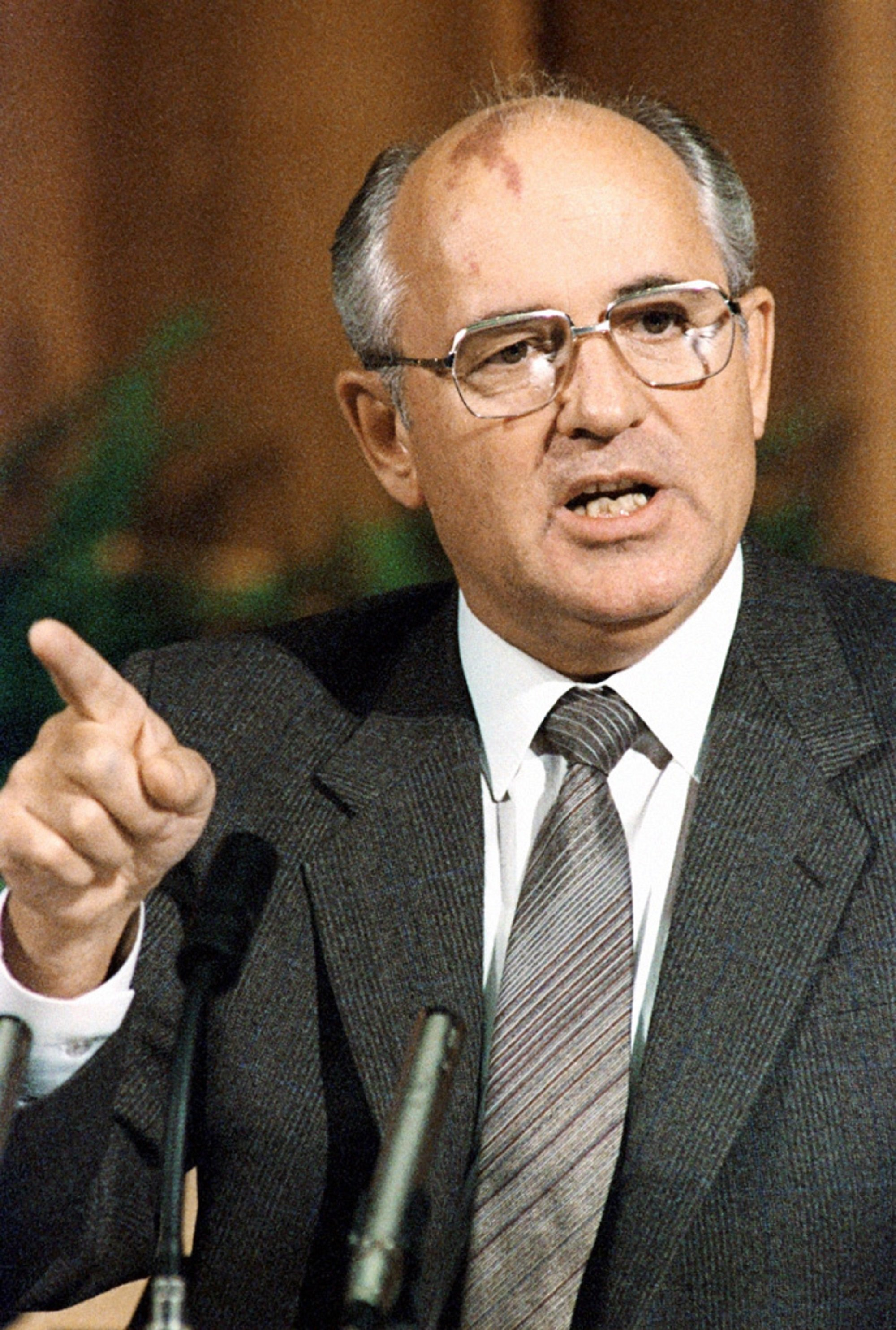
Mijaíl Gorbachov

- 1931: Mijaíl Gorbachov, político soviético, líder de la Unión Soviética entre 1985 y 1991 (f. 2022).
- 1931: Emma Penella, actriz española (f. 2007).
- 1931: Tom Wolfe, escritor y periodista estadounidense (f. 2018).
- 1933: José Luis Pellicena, actor español (f. 2018).
- 1933: Meki Megara, pintor marroquí (f. 2009).
- 1934: Antonio Gamero, actor español (f. 2010).
- 1935: Fabio Camero, actor de cine, teatro y televisión colombiano (f. 2019).
- 1937: Abdelaziz Bouteflika, militar y político argelino, presidente de Argelia entre 1999 y 2019 (f. 2021).
- 1937: Héctor Bidonde, actor, director y político argentino (f. 2024).
- 1938: Ricardo Lagos, político chileno, presidente de Chile entre 2000 y 2006.
- 1938: Simon Estes, bajo-barítono estadounidense.
- 1940: Juan Luis Galiardo, actor español (f. 2012).

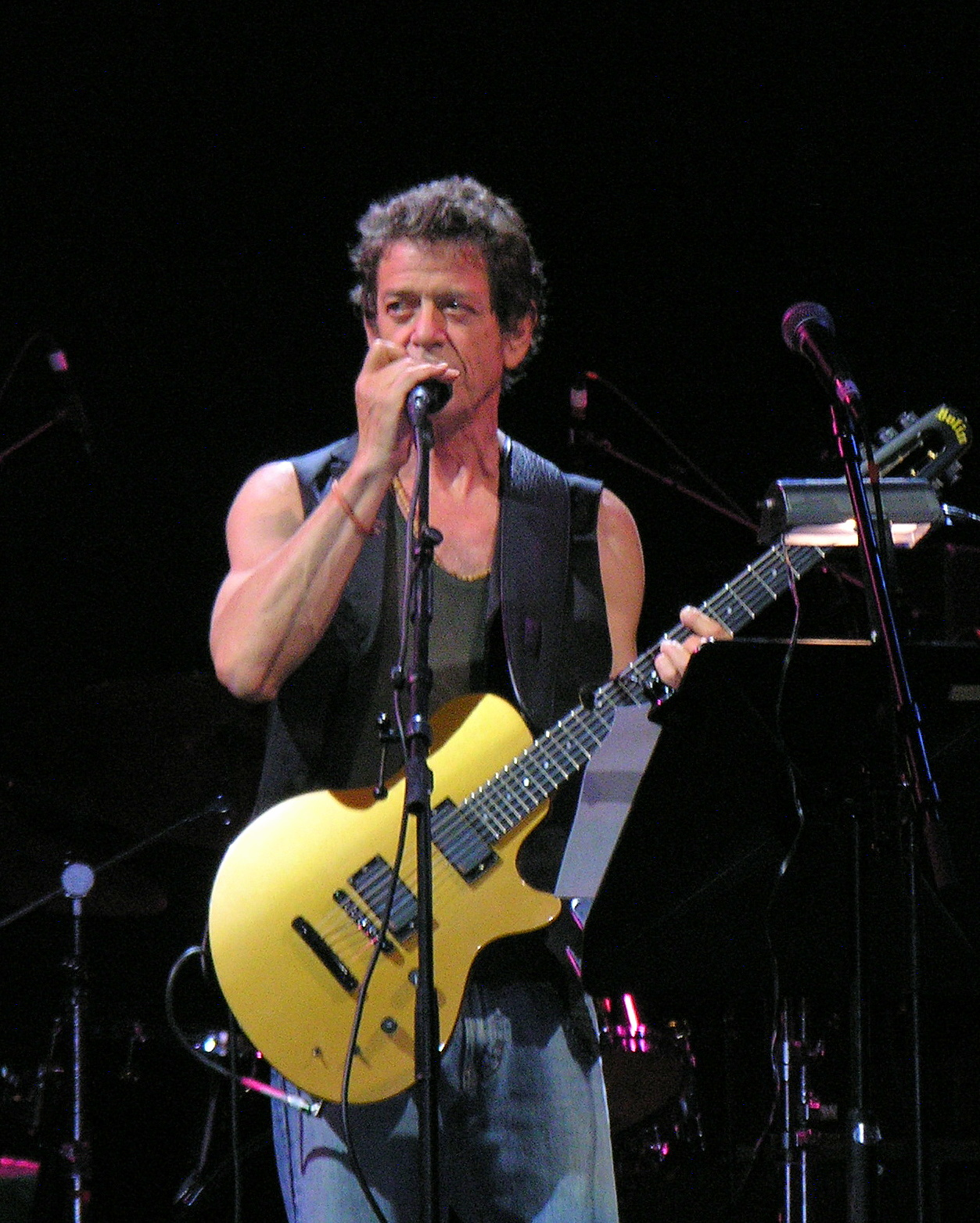
Lou Reed

- 1942: John Irving, escritor estadounidense.
- 1942: Lou Reed, cantante estadounidense, de la banda Velvet Underground (f. 2013).
- 1942: Mir-Hosein Musaví, político iraní, primer ministro de su país.
- 1943: Peter Straub, escritor estadounidense (f. 2022).
- 1944: Leif Segerstam, compositor y director de orquesta finlandés.
- 1946: Paul-Henri Nargeolet, submarinista, oceanógrafo, arqueólogo marino, explorador y buzo francés (f. 2023).
- 1946: Blanca Sánchez, actriz mexicana (f. 2010).
- 1946: Rolando Hanglin, conductor de radio argentino.
- 1947: Harry Redknapp, entrenador de fútbol británico.

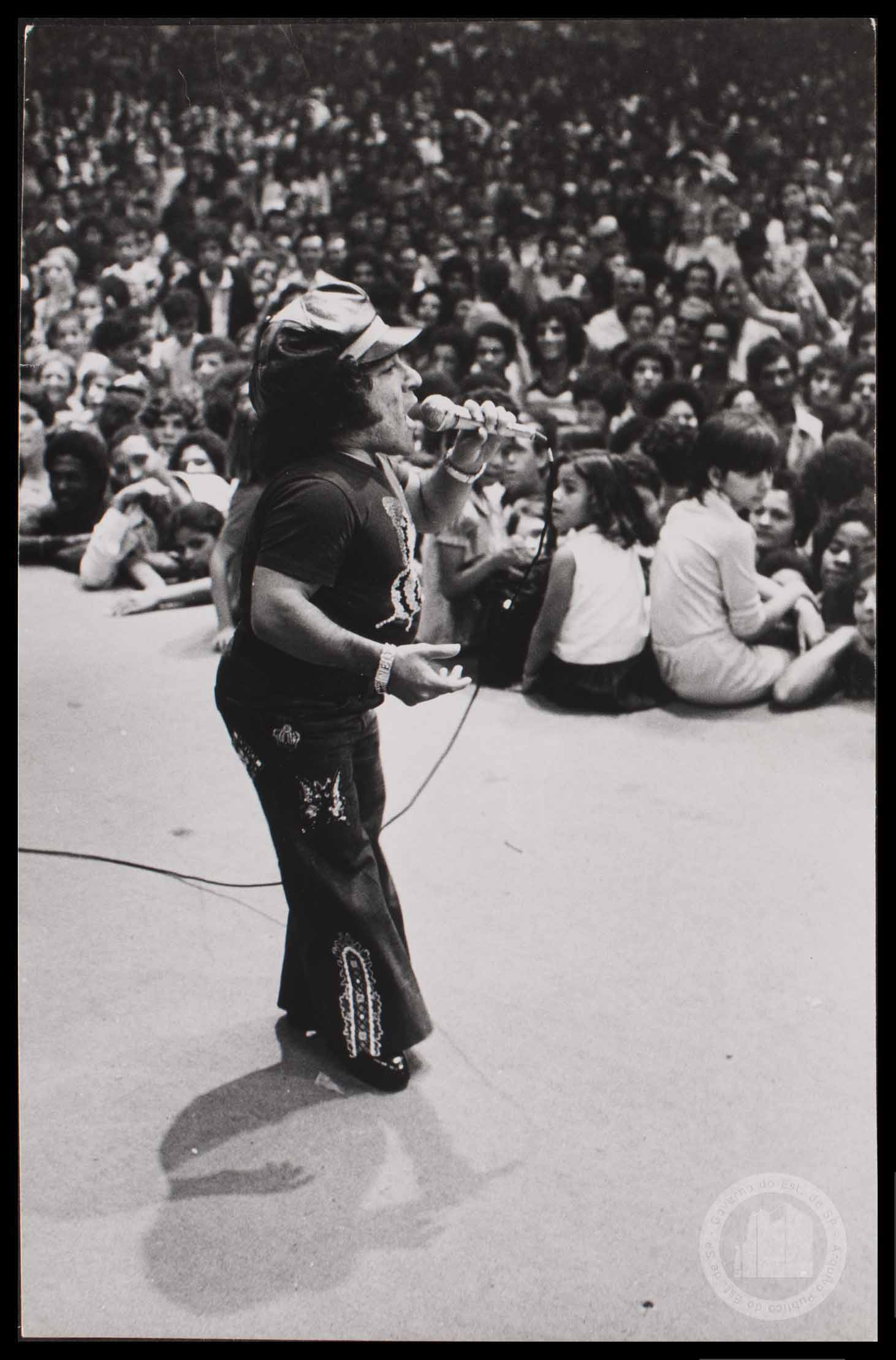
Nelson Ned

- 1947: Nelson Ned, bolerista brasileño (f. 2014).
- 1948: Rory Gallagher, músico irlandés, de la banda Taste (f. 1995).
- 1949: Alain Chamfort, cantante y compositor francés.
- 1949: Antonio Vodanovic, animador de televisión chileno.
- 1949: Javier Rojo, político español.

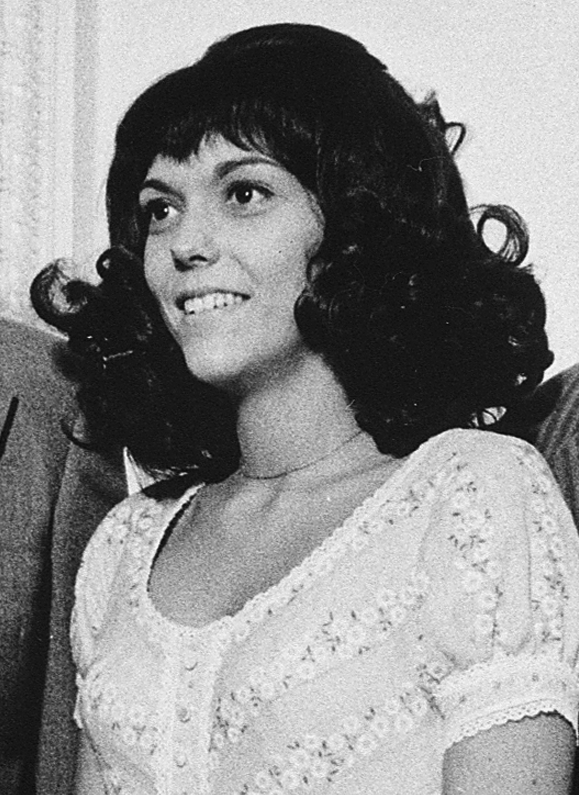
Karen Carpenter

- 1950: Karen Carpenter, cantante y baterista estadounidense, del dúo The Carpenters (f. 1983).
- 1951: Roberto Dañino Zapata, empresario y abogado peruano, primer ministro de 2001 a 2002.
- 1952: Mark Evanier, escritor estadounidense.
- 1953: Russ Feingold, político estadounidense.
- 1954: Josema Yuste, humorista y actor español.
- 1954: Dai Sijie, escritor chino.
- 1954: William Ospina, escritor colombiano.
- 1955: Shōkō Asahara, líder espiritual y terrorista japonés (f. 2018).
- 1955: Ken Salazar, político estadounidense.
- 1956: Mark Evans, músico australiano de rock, de la banda AC/DC.
- 1956: Orio Palmer, jefe de batallón de Nueva York (f. 2001).
- 1957: Vlodko Kaufman, artista ucraniano
- 1958: Ian Woosnam, golfista galés.
- 1958: Kevin Curren, tenista sudafricano.
- 1958: Pedro Uralde, futbolista español.
- 1960: Juan Simón, futbolista argentino.
- 1961: Emma Ozores, actriz española.
- 1961: Julia Calvo, actriz argentina.

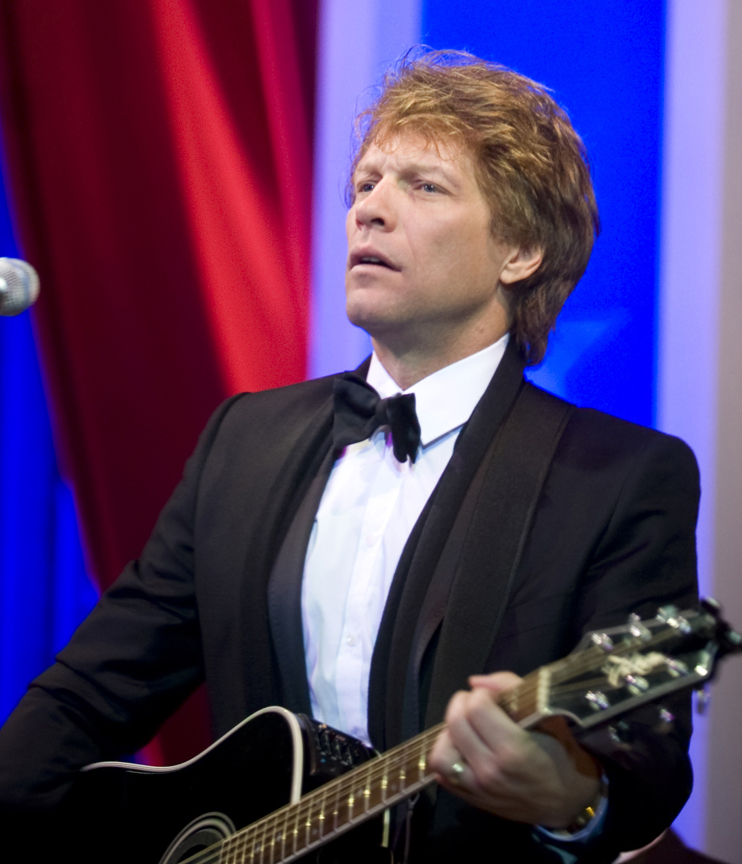
Jon Bon Jovi

- 1962: Gabriele Tarquini, piloto de automovilismo italiano.
- 1962: Jon Bon Jovi, músico y actor estadounidense.
- 1963: Anthony Albanese, político australiano, primer ministro de Australia desde 2022.
- 1966: Sergio Gendler, periodista deportivo argentino (f. 2019).
- 1968: Daniel Craig, actor británico.
- 1969: Víctor Hugo Pereira, abogado, catedrático universitario y político paraguayo.
- 1970: Wibi Soerjadi, pianista neerlandés.
- 1970: Alexander Armstrong, comediante, actor y presentador británico.
- 1971: Amber Smith, actriz y modelo estadounidense.
- 1971: Method Man, rapero y actor estadounidense, de la banda Wu-Tang Clan.
- 1972: Mauricio Pochettino, entrenador argentino.
- 1972: Xavier O'Callaghan, balonmanista español.
- 1973: Dejan Bodiroga, baloncestista serbio.
- 1973: Trevor Sinclair, futbolista británico.
- 1973: Emerson Orlando de Melo, futbolista brasileño.
- 1974: Ante Razov, futbolista estadounidense.

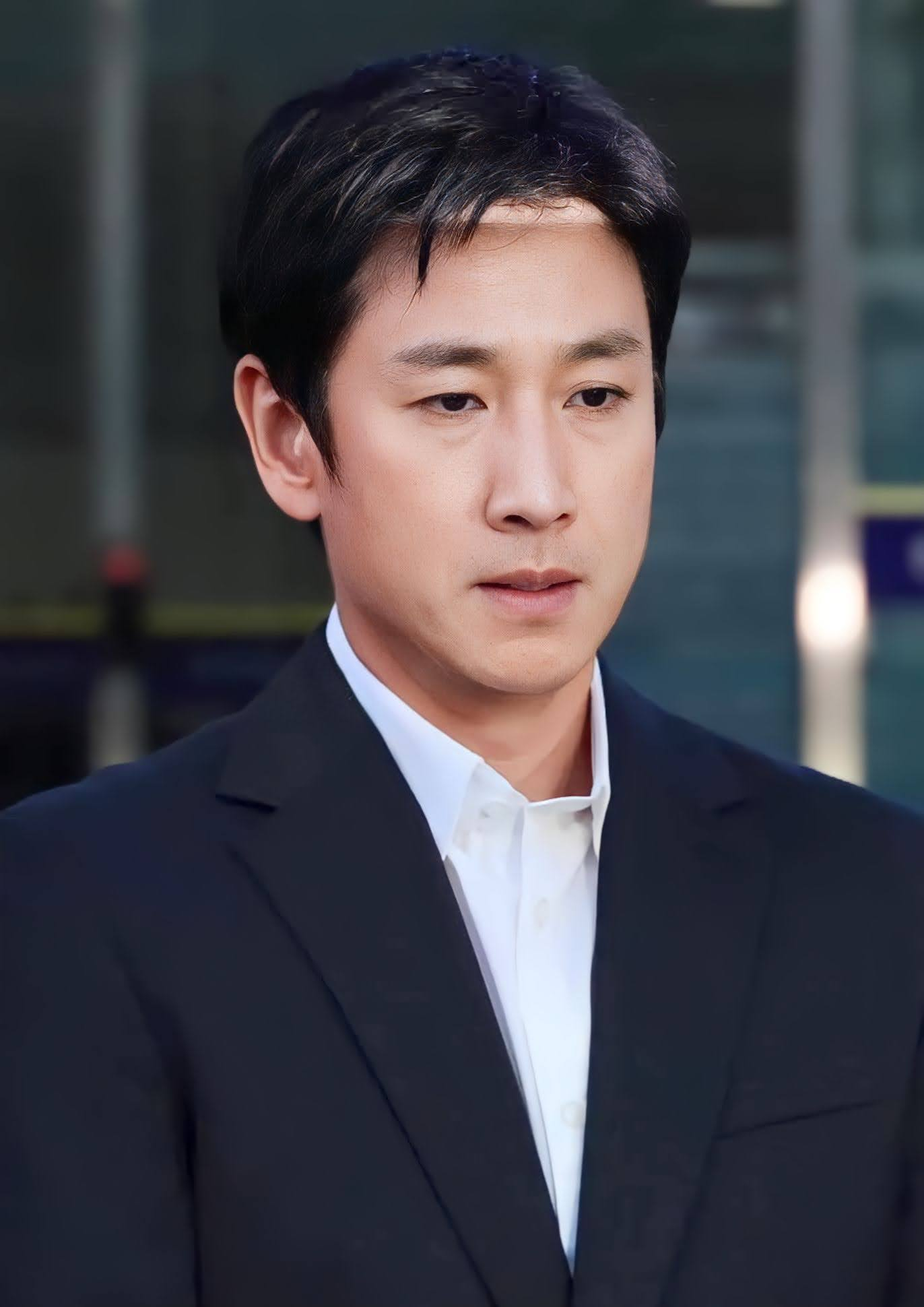
Lee Sun-kyun

- 1975: Noriyuki Haga, piloto de motociclismo japonés.
- 1975: Florencia de la V actriz, comediante y vedette argentina.
- 1975: Lee Sun-kyun, actor surcoreano (f. 2023).
- 1976: Jesús Carballo, gimnasta español.
- 1976: Melina Petriella, actriz argentina.

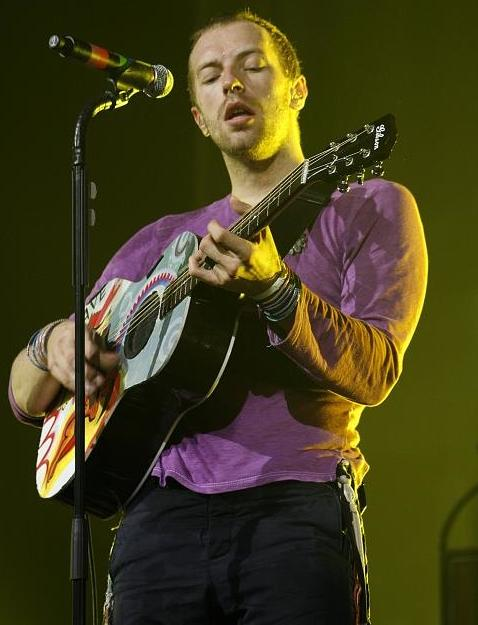
Chris Martin

- 1977: Chris Martin, músico británico, líder de la banda Coldplay.
- 1978: Claudio Sánchez, músico estadounidense, de la banda Coheed and Cambria.
- 1978: Giannis Skopelitis, futbolista griego.
- 1979: Damien Duff, futbolista irlandés.
- 1979: Francesco Tavano, futbolista italiano.
- 1979: Carlos Eduardo Soares, futbolista brasileño.
- 1979: Damien Grégorini, futbolista francés.
- 1980: Édson Nobre, futbolista angoleño.
- 1980: Lance Cade, luchador profesional estadounidense (f. 2010).
- 1980: Rebel Wilson, actriz estadounidense.
- 1980: Sunny Lane, actriz porno estadounidense.
- 1981: Bryce Dallas Howard, actriz estadounidense.
- 1982: Kevin Kurányi, futbolista alemán.
- 1982: Pilou Asbæk, actor danés.

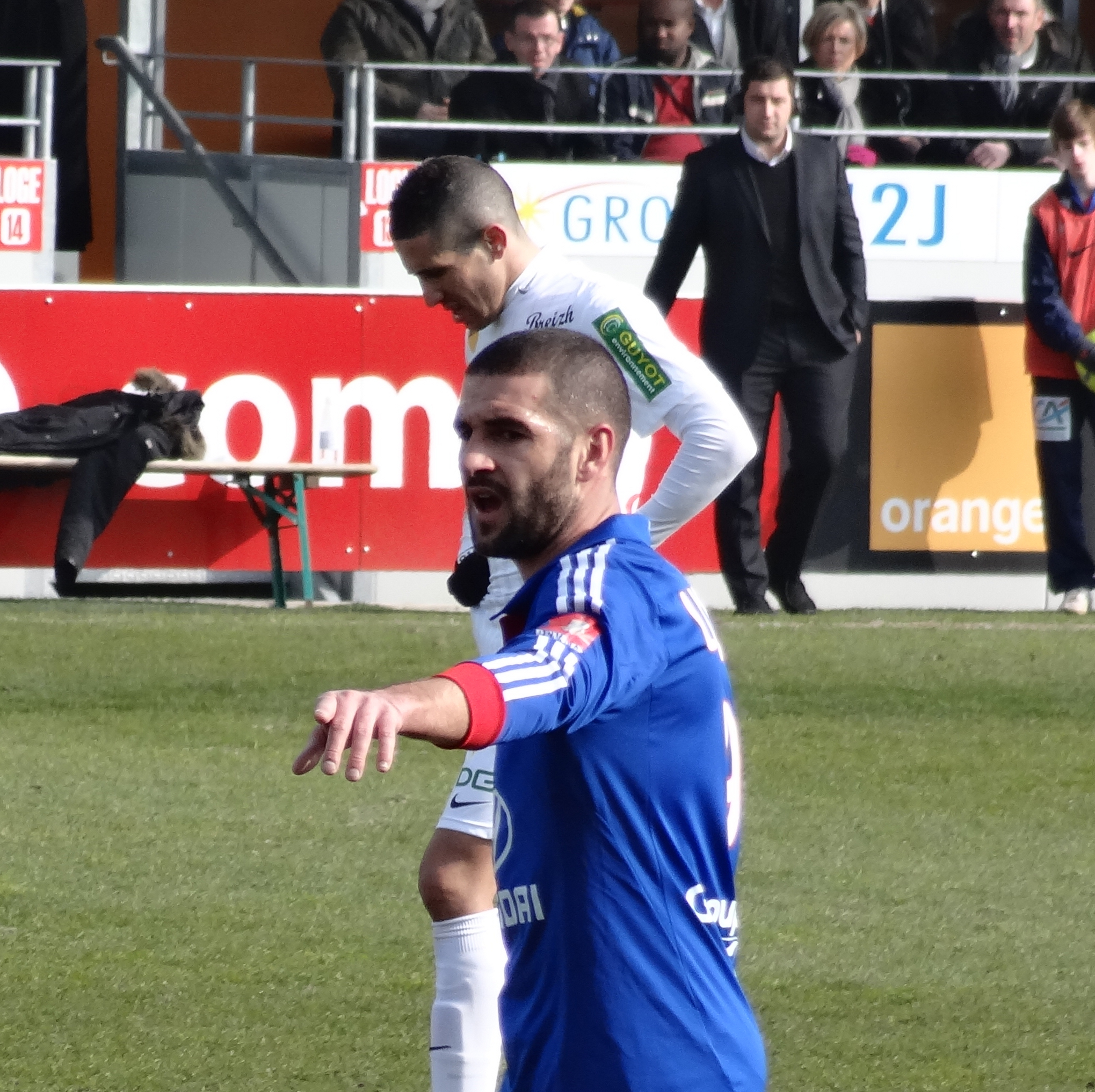
Lisandro 'Licha' López

- 1983: Igor Antón, ciclista español.
- 1983: Lisandro López, futbolista argentino.
- 1983: Numa Keneke, yudoca papú.
- 1983: Guillermo Amoedo, director de cine y guionista uruguayo.
- 1985: Luke Pritchard, cantante británico, de la banda The Kooks.
- 1985: Bea Ranero, actriz guatemalteca.
- 1985: Reggie Bush, jugador estadounidense de fútbol americano.
- 1985: Robert Iler, actor estadounidense.
- 1987: Alejandro Muñante, abogado y político peruano.
- 1988: Edgar Andrade, futbolista mexicano.
- 1988: James Arthur, músico británico.
- 1988: Vito Mannone, futbolista italiano.
- 1989: André Bernardes Santos, futbolista portugués
- 1989: Franco Vivian, piloto de automovilismo argentino.
- 1989:  Nathalie Emmanuel, actriz británica.
- 1989: Toby Alderweireld, futbolista belga.
- 1990: Luis Advíncula, futbolista peruano.
- 1990: Tiger Shroff, actor indio.
- 1992: Armando Izzo, futbolista italiano.
- 1994: Andrea Conti, futbolista italiano.
- 1994: NikkieTutorials, vlogger y maquilladora neerlandesa.
- 1995: Veronica Dunne, actriz estadounidense.
- 1995: Yahia Attiyat Allah, futbolista marroquí.
- 1996: Ayan Beisenbayev, triatleta kazajo.
- 1996: Alessandro Fedeli, ciclista italiano.
- 1996: George Kasonko, futbolista ugandés.
- 1996: Hildeberto Pereira, futbolista portugués-caboverdiano.
- 1997: Arike Ogunbowale, baloncestista estadounidense.
- 1997: Becky G, cantante estadounidense.
- 1997: Luis Malagón, futbolista mexicano.
- 1998: Tua Tagovailoa, jugador estadounidense de fútbol americano.
- 1998: Samuel Adrian, futbolista sueco.
- 1998: Jasper Philipsen, ciclista belga.
- 1998: Sébastien Cibois, futbolista francés.
- 1998: Kike Carrasco, futbolista español.
- 1998: Bret Himmelman, piragüista canadiense.
- 1998: Cristian Moya, futbolista colombiano.
- 1998: Roberto Nicolás Fernández, futbolista uruguayo.
- 1998: Shakhzod Ubaydullaev, futbolista uzbeko.
- 1998: Jules Gimbert, rugbista francés.
- 1998: María Coto, futbolista costarricense.
- 1999: Linda De Filippis, remera italiana.
- 1999: Chumi, futbolista español.
- 1999: Pep Busquets, baloncestista español.
- 1999: Abbie Wood, nadadora británica.
- 1999: Iñaki Peña, futbolista español.
- 1999: Edwin Laszo, futbolista colombiano.
- 1999: Aria Fischer, waterpolista estadounidense.
- 1999: Klaudia Adamek, atleta polaca.
- 1999: Nora Awolowo, directora de cine nigeriana.
- 1999: Nikita Mazepin, piloto de automovilismo ruso.
- 1999: Abbie Wood, nadadora británica.
- 1999: Mackenzie Padington, nadadora canadiense.
- 1999: Sergio Ortuño Díaz, futbolista español.
- 1999: Dauren Zhumat, futbolista kazajo.
- 2000: José Sánchez Martínez, futbolista español.
- 2000: Lonneke Uneken, ciclista neerlandesa.
- 2000: Mateu Morey, futbolista español.
- 2000: Illan Meslier, futbolista francés.
- 2000: Pavle Titić, baloncestista montenegrino.
- 2000: Markus Soomets, futbolista estonio.
- 2000: Facundo Butti, futbolista argentino.
- 2000: Pedro Álvaro, futbolista portugués.
- 2000: Ioannis Rizos, atleta griego.
- 2000: Marco Frigo, ciclista italiano.
- 2000: Nona Sobo, actriz española.
- 2001: Fernando Báez Sosa, joven argentino de 18 años que fue asesinado a golpes y patadas por un grupo de hombres (f. 2020).
- 2005: Paula Partido, futbolista española.
- 2016: Óscar de Suecia, aristócrata sueco.

## Fallecimientos
- 986: Lotario, rey francés entre 954 y 986 (n. 941).
- 1009: Mokjong, séptimo gobernante de la dinastía Goryeo de Corea (n. 980).
- 1282: Bienvenido Scotívoli, obispo italiano canonizado por la Iglesia católica (n. 1188).
- 1572: Mem de Sá, gobernador portugués de Brasil (n. 1500).
- 1589: Alejandro Farnesio, cardenal italiano (n. 1520).
- 1619: Ana de Dinamarca, aristócrata danesa, esposa del rey Jacobo VI de Escocia (n. 1574).
- 1724: Joaquín Churriguera, arquitecto español, maestro mayor de la Catedral Nueva de Salamanca (n. 1674).
- 1725: José  Benito de Churriguera, arquitecto español  (n. 1665).
- 1729: Francesco Bianchini, filósofo y científico italiano (n. 1662).
- 1755: Louis de Rouvroy, escritor francés (n. 1675).
- 1783: Francisco Salzillo, escultor barroco español (n. 1707).
- 1791: John Wesley, pastor anglicano y teólogo cristiano británico (n. 1703).
- 1793: Carl Gustaf Pilo, pintor y artista sueco (n. 1711).
- 1797: Horace Walpole, aristócrata y político británico (n. 1717).
- 1829: Josefa Ortiz de Domínguez, heroína de la independencia de México (n. 1768).
- 1834: José Cecilio del Valle, político hondureño (n. 1777).
- 1835: Francisco I, emperador austriaco (n. 1768).
- 1840: Heinrich Olbers, médico y astrónomo alemán (n. 1758).
- 1855: Nicolás I, zar ruso (n. 1796).
- 1871: Victor de Bonald, escritor, abogado y periodista francés (n. 1780).
- 1894: Jubal Anderson Early, militar estadounidense (n. 1816).
- 1895: Berthe Morisot, pintora francesa (n. 1841).
- 1895: Ismail Pachá, virrey egipcio entre 1863 y 1879 (n. 1830).
- 1897: Guillermo Prieto, escritor mexicano (n. 1818).
- 1916: Isabel de Wied, reina rumana (n. 1843).
- 1919: Melchora Aquino, revolucionaria filipina (n. 1812).
- 1922: Henry Bataille, poeta francés (n. 1972).
- 1923: Rui Barbosa, político brasileño, autor de la Constitución (n. 1849).
- 1927: La Mara (Marie Lipsius), historiadora de la música y escritora alemana (n. 1837).
- 1928: Jorge Holguín, presidente colombiano (n. 1848).
- 1929: Nikolái Kuznetsov, pintor ruso (n. 1850).
- 1930: D. H. Lawrence, novelista británico (n. 1885).
- 1932: Ángela de la Cruz, religiosa española canonizada por la Iglesia católica (n. 1846).
- 1939: Howard Carter, egiptólogo británico, descubridor de la tumba de Tutankamón (n. 1874).
- 1940: Ricardo Miró, poeta panameño (n. 1883).
- 1942: Charlie Christian, guitarrista estadounidense de jazz (n. 1916).
- 1945: Emily Carr, escritora canadiense (n. 1871).
- 1950: Alberto Gerchunoff, escritor y periodista argentino (n. 1883).
- 1953: Jim Lightbody, atleta estadounidense (n. 1882).
- 1962: Charles-Jean de la Vallée Poussin, matemático belga (n. 1866).
- 1967: Azorín (José Martínez Ruiz), escritor español (n. 1873).
- 1973: José Rojas Moreno, diplomático español (n. 1893).
- 1974: Salvador Puig Antich, anarquista español, ejecutado a garrote vil en la cárcel Modelo de Barcelona (n. 1948).
- 1975: Milagros Leal, actriz española (n. 1902).
- 1975: Salvador Mestres, historietista e ilustrador español (n. 1910).
- 1981: Enrique Pérez Comendador, escultor español (n. 1900).
- 1982: Philip K. Dick, escritor estadounidense de ciencia ficción (n. 1928).
- 1987: Randolph Scott, actor estadounidense (n. 1898).
- 1991: Serge Gainsbourg, cantante y compositor francés (n. 1928).
- 1991: Mary Edgar Mussi (alias Mary Howard y Josephine Edgar), escritora británica (n. 1907).
- 1992: Sandy Dennis, actriz estadounidense (n. 1937).
- 1997: Bloodshed, rapero estadounidense (n. 1975).
- 1997: Vicente Parra, actor español (n. 1931).
- 1999: Dusty Springfield, cantante británica (n. 1939).
- 2002: Héctor Anglada, actor argentino (n. 1976).
- 2002: Juan Carlos Lectoure, empresario y promotor de boxeo argentino (n. 1936).
- 2003: Hank Ballard, cantante y compositor estadounidense de blues (n. 1927).
- 2004: Alberto Miralles, director de teatro y escritor español (n. 1940).
- 2004: Mercedes McCambridge, actriz estadounidense (n. 1918).
- 2005: Martin Denny, compositor y cantante estadounidense (n. 1911).
- 2007: Henrí Troyat, escritor francés (n. 1911).
- 2008: Jeff Healey, músico canadiense (n. 1966).
- 2009: João Bernardo Vieira, política bisauguineano, presidente de Guinea-Bisáu entre 1980 y 1999 y entre 2005 y 2009 (n. 1939).
- 2009: Joaquín Gutiérrez Cano, político y diplomático español (n. 1920).
- 2010: Jesús Antonio Sam López, político y abogado mexicano (n. 1935).
- 2011: Enrique Curiel, político y politólogo español (n. 1947).
- 2011: Luis Martínez Villicaña, agrónomo y político mexicano, Gobernador de Michoacán entre 1986 y 1988 (n. 1939).
- 2011: Thor Vilhjálmsson, escritor islandés (n. 1925).
- 2011: José Rogelio Álvarez, escritor, editor, historiador y académico mexicano (n. 1922).
- 2012: Rafael Quirós, futbolista peruano (n. 1910).
- 2014: Ryhor Baradulin, escritor y artista bielorruso (n. 1935).
- 2017: Andrés Ocaña, político español (n. 1954).
- 2018: Gillo Dorfles, crítico de arte, pintor y filósofo italiano (n. 1910).
- 2018: Jesús López Cobos, director de orquesta y músico español (n. 1940).
- 2019: Franco Macri, empresario y ejecutivo italiano (n. 1930)
- 2019: Beatriz Taibo, actriz, locutora y comediante argentina (n. 1932).
- 2020: Ulay, fotógrafo y artista alemán (n. 1943).
- 2021: Bunny Wailer, cantante y compositor jamaiquino (n. 1947).
- 2021: Àlex Casademunt, cantante, actor y presentador español (n. 1981).
- 2021: Karin Pistarini, modelo, actriz y presentadora de televisión argentina (n. 1937).
- 2022: Johnny Brown, actor estadounidense (n. 1937).
- 2022: Andréi Sujovetski, militar soviético (n. 1974).
- 2023: María Onetto, actriz y psicóloga argentina (n. 1966).
- 2023: Wayne Shorter, saxofonista y compositor estadounidense de jazz (n. 1933).
- 2024: Janice Burgess, escritora y productora de televisión estadounidense, creadora de la serie infantil The Backyardigans (n. 1952).

## Celebraciones
- Día Mundial del Bienestar Mental para Adolescentes.[3]

- Día Internacional del Rescate del Gato.
Desde 2019, se celebra el 2 de marzo de cada año. Esta fecha busca concientizar sobre los gatos que viven en refugios y necesitan hogares permanentes.[4]
No confundir con el Día Internacional del Gato, que se celebra el 20 de febrero.

- Día Mundial Sin Móvil [5]o Día Mundial Sin Teléfono Celular.
Fecha para reflexionar sobre la dependencia psicológica, emocional y funcional. También conocido como Movimiento #NoPhoneDay.

Por países
(por orden alfabético)
- Birmania:
  - Día de los Campesinos.[6]

- Ecuador:
  - Día de la Policía Nacional del Ecuador.
Se celebra cada 2 de marzo para conmemorar la creación de la Policía Nacional del país. Esta fecha marca la fundación de la institución en 1938, cuando se unieron varias fuerzas de seguridad para formar el cuerpo policial unificado actual.

- Estados Unidos:
  - Día Nacional del Egg McMuffin.
Es un producto de McDonald's.[7]De acuerdo con su historia fue inventado en el año 1973 como un producto ofrecido por la franquicia en el desayuno.[8]Se trata de una hamburguesa que en lugar de carne posee un huevo, una rebanada de queso y un trozo de tocino canadiense, dentro de un panecillo con mantequilla. El inventor del Egg McMuffin fue Herb Peterson.[8] .
(en inglés: National Egg McMuffin Day).

- Etiopía:
  - Victoria de Adwa.[6]

- México:
  - Aniversario de la Fundación del Estado de México.[9]
Consumada la independencia, el 1 de febrero de 1824 se declaró al Estado de México como libre y soberano, instalándose el mismo año el Primer Congreso del Estado el día 2 de marzo.
Instalación del Primer Congreso Constituyente: 2 de marzo de 1824 (201 años).

- Puerto Rico:
  - Día de la Ciudadanía Americana.[10]
Declarada oficialmente la primera semana del mes de marzo de cada año como la Semana de la Ciudadanía Americana en Puerto Rico y el día 2 de marzo de cada año como día conmemorativo en todo el Estado Libre Asociado de Puerto Rico del Advenimiento de la Ciudadanía Americana en Puerto Rico. La Ley Jones-Shafroth fue firmada por el entonces presidente de los Estados Unidos, Woodrow Wilson, el 2 de marzo de 1917. Esta extendió un gobierno civil electo en Puerto Rico y otorgó la ciudadanía estadounidense a los puertorriqueños.

- República Dominicana:
  - Día de la Policía Nacional de la República Dominicana.[11]
Fundación: 2 de marzo de 1936 (89 años).

### Santoral católico
- Celebración del día:
  - San Simplicio, papa.[12]
- San Absalón.[12]
- San Jovino (s. III).[12]
- San Basileo mártir (s. III).[12]

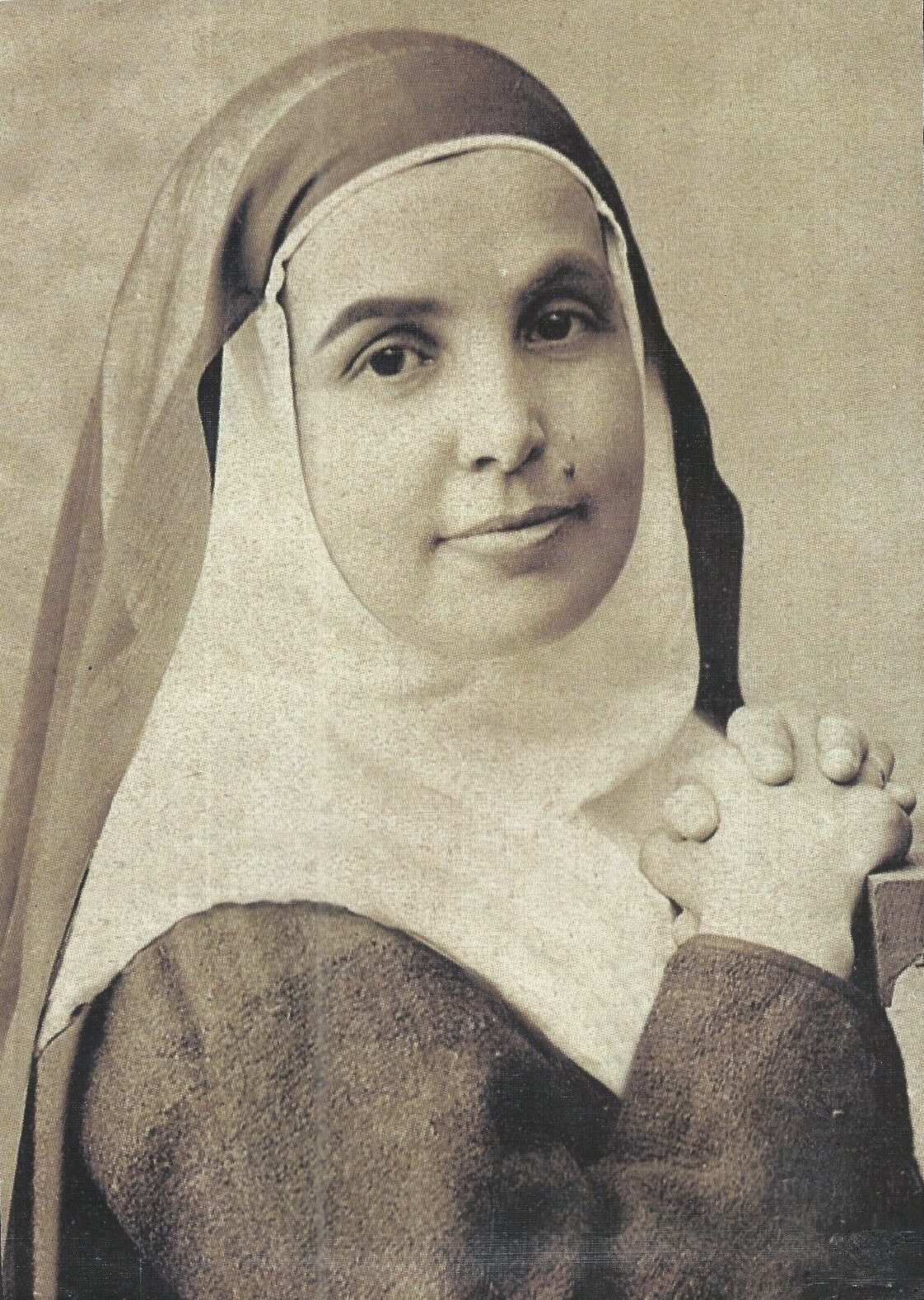
Santa Ángela de la Cruz.

- San Troadio de Neocesarea, mártir (f. c. 250).[12]
- San Ceada de Lichfield, obispo (f. 672).[12][13]
- San Lucas Casali de Nicosia, monje (s. IX).[12]
- Santa Inés de Praga, abadesa (f. c. 1282).[12]
- Beato Carlos Bono, príncipe (f. 1127).[12][14]
- Santa Ángela de la Cruz, fundadora (f. 1932). (imagen ilustrativa).